# ایزابلا کارل
ایزابلا کارل (انگلیسی: Isabella Karle؛ زاده ۲ دسامبر ۱۹۲۱ ‏(۱۰۳ سال)) یک دانشمند در زمینه بلورنگاری اهل ایالات متحده آمریکا است.
وی همچنین برنده جوایزی همچون نشان ملی علوم و مدرک افتخاری شده‌است.